# Diego Llorente
Diego Javier Llorente Ríos (Madrid, 16 augustus 1993) is een Spaans voetballer die doorgaans als centrale verdediger speelt. Hij verruilde Leeds United in juli 2024 voor Real Betis. Llorente debuteerde in 2016 in het Spaans voetbalelftal.

## Clubcarrière
Llorente speelde één jaar bij Perez Galdós en één jaar bij Trabenco. Hij werd in 2002 opgenomen in de jeugdopleiding van Real Madrid. Hij debuteerde op 24 maart 2013 bij Real Madrid Castilla, tegen Córdoba CF. Llorente zat op 11 mei 2013 op de bank tijdens een competitiewedstrijd van het eerste elftal tegen RCD Espanyol. Hij maakte op 1 juni 2013 zijn debuut in de hoofdmacht van Real Madrid, tegen CA Osasuna. Hij viel in de laatste minuten van de wedstrijd in voor Álvaro Arbeloa.
Na zijn debuut in het eerste elftal speelde Llorente nog twee officiële wedstrijden voor Real Madrid: in het seizoen 2013/14 viel hij in een competitiewedstrijd tegen UD Almería in de 73e minuut in voor Fabio Coentrao, en in het seizoen 2014/15 viel hij tijdens een bekerwedstrijd tegen UE Cornellà tijdens de rust in voor Raphaël Varane. Daarna leende Real Madrid hem uit: eerst aan Rayo Vallecano, dan aan Málaga CF. In de zomer van 2017 trok Llorente op definitieve basis naar Real Sociedad, dat 7 miljoen euro voor hem neertelde.
In zijn eerste seizoen bij Sociedad maakte Llorente meteen zijn Europese debuut. In de Europa League scoorde hij in de groepsfase tegen Rosenborg BK en Zenit Sint-Petersburg.
Op 24 september 2020 kondigde het naar de Premier League gepromoveerde Leeds United de komst van Llorente aan. Hij tekende een contract voor 4 seizoenen en de transfersom bedroeg ongeveer 20 miljoen euro. Zijn debuut volgde op 5 december 2020, een 3-1 uit nederlaag bij Chelsea. De Spanjaard maakte zijn eerste doelpunt voor Leeds op 19 april 2021, hij kopte een voorzet binnen tegen Liverpool. De wedstrijd eindigde in een 1-1 gelijkspel.
In januari 2023 werd Llorente voor de rest van het seizoen verhuurd aan AS Roma. Die club huurde hem ook voor het seizoen 2023/24.

## Interlandcarrière
Llorente debuteerde  op zondag 29 mei 2016 onder bondscoach Vicente del Bosque in het Spaans voetbalelftal, in een oefeninterland tegen Bosnië en Herzegovina (3-1) in Sankt Gallen. Hij viel in dat duel na 60 minuten in voor aanvoerder Cesc Fàbregas. Die wedstrijd debuteerden ook Sergio Asenjo, Pablo Fornals, Héctor Bellerín, Denis Suárez, Mikel Oyarzabal, Marco Asensio en Iñaki Williams.

## Trivia
- Llorente is geen familie van Marcos Llorente, met wie hij in het seizoen 2014/15 de kleedkamer deelde bij Real Madrid Castilla.[3]

1 Silva ·
2 Bellerín ·
3 Llorente ·
4 Cardoso ·
5 Bartra ·
6 Natan ·
7 Juanmi ·
8 Roque ·
9 Ávila ·
10 Abde ·
11 Bakambu ·
12 Rodríguez ·
13 Adrián ·
14 Carvalho ·
15 Perraud ·
16 Altimira ·
18 Fornals ·
19 Losada ·
20 Lo Celso ·
21 Roca ·
22 Isco ·
23 Sabaly ·
24 Ruibal ·
25 Vieites ·
38 Diao ·
Coach: Pellegrini
1 De Gea ·
2 Azpilicueta ·
3 D. Llorente ·
4 Torres ·
5 Busquets  ·
6 M. Llorente ·
7 Morata ·
8 Koke ·
9 Moreno ·
10 Thiago ·
11 Torres ·
12 García ·
13 Sánchez ·
14 Gayà ·
16 Rodri ·
17 Ruiz ·
18 Alba ·
19 Olmo ·
20 Traoré ·
21 Oyarzabal ·
22 Sarabia ·
23 Simón ·
24 Laporte ·
26 Pedri ·
Coach: Enrique